# Maximilien de Furstenberg
Maximilien Louis Hubert Egon Vincent Marie Joseph de Furstenberg, ook wel geschreven als Fürstenberg (Kasteel Ter Worm/Heerlen, 23 oktober 1904 – Yvoir, 22 september 1988) was een Belgisch geestelijke en kardinaal van de Katholieke Kerk. 

## Afstamming
Furstenbergs grootvader Clément de Fürstenberg (1846-1926) stamde uit een oude Duitse adellijke familie Fürstenberg en verkreeg in 1886 de grote Belgische naturalisatie. Hij werd in 1887 opgenomen in de Belgische adel met de titel baron voor al zijn nakomelingen. Hij werd burgemeester van Remersdaal (Voerstreek) in 1888 en bleef dit tot aan zijn dood.
Zijn zoon, Adolphe de Fürstenberg (1870-1950) trouwde met gravin Elisabeth d'Oultremont (1873-1954). Hij werd eveneens burgemeester van Remersdaal. Het gezin kreeg drie kinderen, onder wie Maximilien.

## Levensloop
Furstenberg deed zijn humaniorastudies bij de benedictijnen van Maredsous. Nadien reisde hij een jaar door Latijns-Amerika. Vervolgens studeerde hij van 1922 tot 1928 aan het College Saint Louis in Brussel met een onderbreking voor legerdienst (1924-25) en vervolgens aan de Katholieke Universiteit Leuven en aan de Pauselijke Gregoriaanse Universiteit in Rome, waar hij in 1932 promoveerde in de theologie. Hij woonde in die tijd in het Belgisch Pauselijk College.
Furstenberg werd op 9 augustus 1931 priester gewijd. Hij werd leraar aan het Sint-Jan Berchmanscollege in Antwerpen (1932-1936) en professor liturgie aan het grootseminarie van Mechelen. Ook werd hij kanunnik van het kathedraal kapittel van Mechelen en ceremoniemeester. Op Kerstmis 1943 werd hij opgepakt op beschuldiging dat in de kathedraal in Mechelen een inscriptie de overwinning van de geallieerden leek te wensen. Hij werd tot twee jaar gevangenis veroordeeld, maar de bevrijding maakte dat hij na minder dan een jaar vrij kwam. Tijdens het regentschap van prins Karel van België was hij korte tijd hofkapelaan. In die tijd werd hij benoemd tot Ridder Grootkruis in de Orde van Leopold II.

In 1946 werd hij rector van het Pauselijk Belgisch College in Rome. In die tijd was Karol Woytyła een van zijn studenten. In 1947 werd hij ereprelaat van Zijne Heiligheid.
Op 14 maart 1949 werd Furstenberg benoemd tot titulair aartsbisschop van Palto en tot apostolisch gezant in Japan. Hij werd opeenvolgend apostolisch gezant in Australië, Nieuw-Zeeland en Oceanië, nunitius en deken van het diplomatiek corps in Lissabon alvorens hij in 1962 werd benoemd tot apostolisch nuntius in Portugal. Furstenberg was een van de deelnemers aan het Tweede Vaticaans Concilie.
Tijdens het consistorie van 26 juni 1967 creëerde paus Paulus VI hem kardinaal-priester. De titelkerk 'Sacro Cuore di Gesù a Castro Pretorio' werd pro hac vice zijn titelkerk. Hij werd terzelfder tijd prefect van de Congregatie voor de Oosterse Kerken. Ter gelegenheid van het vijftigjarig bestaan van de congregatie maakte Furstenberg meteen een rondreis door India, Irak, Syrië, Jordanië, Turkije en Israël.
In 1972 werd hij naast zijn werk als prefect grootprior van de Soevereine Militaire Hospitaal Orde van Sint Jan van Jeruzalem, hetgeen hij tot aan zijn dood zou blijven. In 1973 legde hij zijn werkzaamheden voor de congregatie neer. Kardinaal de Furstenberg nam deel aan de conclaven van augustus en oktober 1978 die leidden tot de verkiezing van paus Johannes Paulus I en II. 
In 1988 werd hij ernstig ziek en verbleef enige maanden in het Gemelliziekenhuis in Rome. Paus Johannes Paulus II kwam hem er persoonlijk bezoeken. Hij werd overgebracht naar het ziekenhuis van Mont-Godinne (Yvoir), nabij Namen, waar hij aan de gevolgen van een hersenbloeding overleed.

## Bron
- Maximilien de Furstenberg

- Gemeinsame Normdatei: 1024743683
- Virtual International Authority File: 88650944